# Nove Províncias (China)
O termo Nove Províncias ou "nove regiões" (chinês: 九州, pinyin: Jiǔ Zhōu) é usado em histórias chinesas antigas para se referir a divisões territoriais ou ilhas durante as dinastias Xia e Shang, e agora vem representar simbolicamente a China. "Província" é a palavra usada para traduzir zhou (州) – desde antes da dinastia Tang (618–907 CE), era a maior divisão territorial chinesa. Embora a definição atual das Nove Províncias possa ser datada dos períodos Primaveras e Outonos e Estados Combatentes, não foi até a dinastia Han Oriental que as Nove Províncias foram tratadas como reais regiões administrativas.

## Diferentes interpretações das Nove Províncias

Mapa conjectural das Nove Províncias

O manuscrito de bambu Rong Cheng Shi do Império Chu teve a primeira interpretação das Nove Províncias, mas essas descrições iniciais diferem amplamente das Nove Províncias atualmente reconhecidas. As Nove Províncias, de acordo com o Rong Cheng Shi, são Tu (涂), Jia (夾), Zhang (竞), Ju (莒), Ou (藕), Jing (荊), Yang (陽), Xu (敘), e Cuo (虘).
O relato mais prevalente das Nove Províncias vem da seção  Yu Gong  ou  Tributo de Yu  do  Livro de Xia (夏書), coletados no Livro de documentos. Foi consignado que Yu o Grande dividiu o mundo nas nove províncias da Ji (冀), Yan (兗), Qing (青), Xu (徐), Yang (揚), Jing (荊), Yu (豫), Liang (梁), e Yong (雍). A seção de geografia (釋地) da antiga enciclopédia Erya também cita nove províncias, mas com You e Ying (營) listados em vez de Qing e Liang. Nas "Responsabilidades do Clã"" (職方氏) seção de  Rituais de Zhou, as províncias incluem You e Bing mas não Xu e Liang. A seção de "pesquisa inicial" do Lüshi Chunqiu (有始覽) menciona You mas não Liang.
Tradicionalmente, pensa-se que o "Livro dos Documentos" representa as divisões durante a dinastia Xia, o 'Erya', os da dinastia Shang; os "Rituais de Zhou", a dinastia Zhou, e o Lüshi Chunqiu o conceito e a atual distribuição territorial das Nove Províncias durante os períodos da Primavera e Outono e dos Estados Combatentes. O Lüshi Chunqiu contém a seguinte passagem sobre a localização das nove províncias e sua correspondência geral com os estados do tempo:
A Província de Yu, isto é, Zhou, está entre o rio He e rio Han. Jin na província de Ji está entre os dois rios. Província de Yan está entre o rio He e rio Ji, e é no Wei. Província de Qing, ie. Qi está no leste. Lu está na província de Xu, no rio Si. Província de Yang, ou Yue, é para o sudoeste. A província de Jin está no sul e forma Chu. A Província de Yong, que é Qin, é para o oeste. Yan ocupa a província de You no norte.
As palavras "Nove Províncias" não aparecem em nenhuma inscrição antiga de oráculo de osso, de tal forma que muitos estudiosos não pensam que Yu o Grande criou as Nove Províncias como tradicionalmente pensavam. Alguns sugerem que o nome "Jiuzhou", que veio a significar "Nove Províncias", era realmente um lugar, ou as divisões estavam dentro de Shandong.
Mais tarde, Zou Yan, um adepto da taoista Escola Yin e Yang (陰陽家), propôs uma nova teoria das "Nove Províncias Grandes" (大 九州). Segundo ele, as nove províncias do "Livro de Documentos" eram apenas províncias "menores", que se combinavam para formar o "Condado Vermelho" / Província Divina" (赤縣神州), i.e. China (cf. Shenzhou). Nove dessas províncias formam outra "média" nove províncias cercadas por um mar. Existem nove dessas províncias médias, que foram cercadas por um oceano, formando as Nove Províncias Grandes. Os nomes das Nove Províncias na seção "Instruções Geográficas" (地形訓) de Huainanzi, anotações sobre a biografia de Zhang Heng (張衡傳注) no Livro dos Han Posteriores, e o volume oito dos "Anais de Chuxue" (初學記), são diferentes dos tradicionais listados acima. Todos eles incluem Shenzhou, o que levou alguns estudiosos a sugerirem que são os nomes das Nove Províncias Grandes. De acordo com o "Formas da Terra" (墜形訓) seção do  Huainanzi , fora das Nove Províncias são os Oito Yin (八殥), os Oito Hong (八紘), e os Oito Ji (八極). De acordo com a "Descendência Genealógica dos Imperadores" (帝王世紀), os governantes antes de Shennong tiveram influência sobre as Nove Províncias Grandes, mas aqueles do Imperador Amarelo em diante não estenderam suas influências. A teoria das Nove Províncias Grandes foi baseada na noção, nos estados de Yan e Qi, perto do Mar da China Meridional, que a China compreendia apenas 1/81 do mundo, o que era marcadamente diferente do ponto de vista sinocêntrico que prevalecia na época. O conhecimento geográfico advindo do contato crescente da dinastia Han (206 aC - 220 CE) com seus vizinhos provou a falsidade da teoria e fez com que esta perdesse a popularidade.[carece de fontes?]
No momento do período dos Três Reinos (220-280 CE), as Nove Províncias expandiram-se para treze províncias, juntamente com uma região administrativa central.